# Cupa României 1957/58
Der Cupa României in der Saison 1957/58 war das 20. Turnier um den rumänischen Fußballpokal. Nach der Umstellung des Spieljahres vom Kalenderjahr auf Herbst / Frühjahr wurde das Finale erstmals seit 1949 wieder im Sommer ausgetragen. Dadurch bedingt gibt es keinen Pokalsieger von 1957.
Sieger wurde Știința Timișoara, das sich im Finale am 6. Juli 1958 gegen Progresul Bukarest durchsetzen konnte. Titelverteidiger CS Oradea war im Halbfinale gegen Progresul ausgeschieden.

## Modus
Alle Spiele – abgesehen vom Finale, das traditionell in Bukarest ausgetragen wurde – fanden alle Spielen auf neutralem Platz statt. Die Klubs der Divizia A stiegen erst in der Runde der letzten 32 Mannschaften ein. Es wurde jeweils nur eine Partie ausgetragen. Stand diese nach 90 Minuten unentschieden, folgte eine Verlängerung von 30 Minuten. Falls danach noch immer keine Entscheidung gefallen war, fand ein Wiederholungsspiel statt.

## Sechzehntelfinale
| Datum          |                            | Ergebnis             |                                | Ort       |
| -------------- | -------------------------- | -------------------- | ------------------------------ | --------- |
| 6. April 1958  | Metalul Reșița             | 0:1 (0:1)            | Știința Timișoara              | Arad      |
|                | Dinamo Bârlad              | 2:2 n. V. (2:2, 1:1) | CFR Iași                       | Bacău     |
|                | Farul Constanța            | 1:0 n. V.            | Dinamo Bukarest                | Brăila    |
|                | Dinamo Obor Bukarest       | 2:0 n. V.            | Știința Bukarest               | Bukarest  |
|                | Progresul Bukarest         | 5:4 (2:2)            | Titanii Bukarest               | Bukarest  |
|                | Gloria Bistrița            | 5:2 (4:1)            | CS Târgu Mureș                 | Cluj      |
|                | CFR Turnu Severin          | 1:1 n. V. (0:0, 0:0) | Jiul Petroșani                 | Craiova   |
|                | Dinamo Bacău               | 0:1 (0:0)            | Rapid Bukarest                 | Focșani   |
|                | Petrolul Ploiești          | 11:0 (4:0)           | Dinamo Brăila                  | Galați    |
|                | Tractorul Orașul Stalin    | 2:1 (1:1)            | Industria Sârmei Câmpia Turzii | Mediaș    |
|                | Dinamo Cluj                | 3:1 (0:1)            | Stăruința Satu Mare            | Oradea    |
|                | CCA Bukarest               | 7:1 (4:1)            | Flacăra Moreni                 | Ploiești  |
|                | CS Oradea                  | 2:1 (0:0)            | Stăruința Salonta              | Satu Mare |
|                | Steagul Roșu Orașul Stalin | 3:2 (1:1)            | Corvinul Hunedoara             | Sibiu     |
|                | Progresul Sibiu            | 4:2 (1:1)            | UV Arad                        | Simeria   |
| 15. April 1958 | Minerul Lupeni             | 3:2 (0:0)            | UTA Arad                       | Petroșani |
| 16. April 1958 | CFR Iași                   | 4:0 (1:0)            | Dinamo Bârlad                  | Bacău     |
|                | Jiul Petroșani             | 4:1 (0:0)            | CFR Turnu Severin              | Craiova   |

## Achtelfinale
| Datum          |                            | Ergebnis  |                         | Ort      |
| -------------- | -------------------------- | --------- | ----------------------- | -------- |
| 27. April 1958 | Știința Timișoara          | 3:0 (1:0) | Minerul Lupeni          | Arad     |
|                | Progresul Bukarest         | 5:1 (2:1) | Farul Constanța         | Brăila   |
|                | Rapid Bukarest             | 2:1 (0:0) | Dinamo Obor Bukarest    | Bukarest |
|                | CCA Bukarest               | 8:0 (5:0) | Tractorul Orașul Stalin | Câmpina  |
|                | CS Oradea                  | 3:2 (1:1) | Gloria Bistrița         | Cluj     |
|                | Petrolul Ploiești          | 3:2 (2:1) | CFR Iași                | Focșani  |
|                | Dinamo Cluj                | 2:1 (1:1) | Progresul Sibiu         | Mediaș   |
|                | Steagul Roșu Orașul Stalin | 2:0 (0:0) | Jiul Petroșani          | Sibiu    |

## Viertelfinale
| Datum         |                            | Ergebnis  |                   | Ort           |
| ------------- | -------------------------- | --------- | ----------------- | ------------- |
| 24. Mai 1958  | Steagul Roșu Orașul Stalin | 2:1 (1:1) | Petrolul Ploiești | Bukarest      |
| 25. Mai 1958  | Progresul Bukarest         | 2:0 (2:0) | Rapid Bukarest    | Constanța     |
| 12. Juni 1958 | CS Oradea                  | 3:1 (3:1) | CCA Bukarest      | Orașul Stalin |
|               | Știința Timișoara          | 2:1 (0:0) | Dinamo Cluj       | Oradea        |

## Halbfinale
| Datum         |                    | Ergebnis  |                     | Ort           |
| ------------- | ------------------ | --------- | ------------------- | ------------- |
| 29. Juni 1958 | Știința Timișoara  | 3:2 (2:0) | Steagul Roșu Brașov | Bukarest      |
|               | Progresul Bukarest | 4:0 (1:0) | CS Oradea           | Orașul Stalin |

## Finale
| Paarung            | Știința Timișoara – Progresul Bukarest |
| Ergebnis           | 1:0 (1:0) |
| Datum              | 6. Juli 1958 |
| Stadion            | Stadionul 23 August, Bukarest |
| Zuschauer          | 40.000 |
| Schiedsrichter     | Solomon Segal (Bukarest) |
| Tore               | 1:0 Petre Cădariu (37.) |
| Știința Timișoara  | Mircea Enăchescu, Ion Zbârcea, Gheorghe Codreanu, Lucrețiu Florescu, Petre Cojereanu, Cornel Tănase, Iosif Lereter, Petre Cădariu, Ion Ciosescu, Raul Mazăre, Iuliu Boroș Cheftrainer: Dincă Schileru                                |
| Progresul Bukarest | Petre Mândru, Lazăr Dobrescu, Alexandru Karikas, Dragoș Cojocaru, Alexandru Ciocea, Florin Știrbei, Nicolae Oaidă, Mihai Smărăndescu, Titus Ozon, Constantin Dinulescu, Petre Moldoveanu Cheftrainer: Ioan Lupaș und Cornel Drăgușin |